# Каришкіно
Кари́шкіно (рос. Карышкино, башк. Кәрешкә) — присілок у складі Баймацького району Башкортостану, Росія. Входить до складу Татлибаєвської сільської ради.
Населення — 418 осіб (2010; 396 в 2002).
Національний склад:
- башкири — 100%